# TV Mazar-e-Sharif
A TV Mazar-e-Sharif é uma emissora de televisão afegã com sede em Mazar-e-Sharif, na província de Balk, norte do Afeganistão.

## História
A emissora surgiu no início dos anos 90, mas ficou fora do ar em maio de 1997, depois de imensa batalha sangrenta na cidade entre o governo deposto e Talibans, que matou 3000, quase todos eram talibans.
Em agosto de 1998, a emissora sai do ar novamente depois que os talibans reconquistam a cidade.
Após os atentados de 11 de setembro de 2001 e a recusa do governo Taliban em entregar Osama Bin Laden, os Estados Unidos (EUA) iniciaram os bombardeios contra alvos talibans nas cidades afegãs.
Entre final de outubro e início de novembro, ocorreu o avanço da guerrilha Aliança do Norte (do governo deposto) na cidade, durante a batalha entre Taliban e a guerrilha, que em 9 de novembro os guerrilheiros reconquistam a cidade perdida em 1998. Em seguida, a Aliança do Norte, que avançou o centro do Afeganistão, avança no leste e oeste do país.
No mesmo mês, vários ex-funionários da TV Mazar-e-Sharif e jornalistas estrangeiros se unem para recolocar a emissora no ar.
A emissora voltou ao ar em semanas depois, a segunda emissora de TV surgir com a queda do Taliban.